# UFC 139
UFC 139: Shogun vs. Henderson fue un evento de artes marciales mixtas celebrado por Ultimate Fighting Championship el 19 de noviembre de 2011 en el HP Pavilion, en San José, California.

## Historia
UFC 139 contó con dos peleas preliminares en vivo por Spike TV.
El campeón de peso pesado de UFC Caín Velásquez se esperaba originalmente tener su primera defensa del título contra Junior dos Santos en este evento. Sin embargo, el 2 de septiembre de 2011, el UFC anunció que la pelea se trasladaría a la inauguración del evento UFC on Fox 1.
Vitor Belfort se vinculó brevemente a un enfrentamiento con Cung Le en este evento. Sin embargo, Belfort se retiró de la pelea y fue sustituido por Wanderlei Silva.
Dana White anunció que el ganador del evento principal entre Rua y Henderson posiblemente, recibiría una oportunidad al título, pero luego declaró en enero de 2012 que el ganador de Phil Davis vs. Rashad Evans en UFC on Fox 2 recibiría la oportunidad por el título, debido al hecho de que el entonces campeón Jon Jones no pudo pelear con el ganador de Rúa y Henderson porque no pudieron concretar la pelea entre Jones y entre el ganador de Rua vs. Henderson ganador (en ese momento).
Durante los pesajes de UFC 139, Shamar Bailey y Nick Pace no pudieron hacer el peso límite de sus respectivas categorías de peso. Bailey llegó en 3 libras más, mientras que Pace llegó en seis libras. Cada luchador fue multado con el 20 por ciento de sus ingresos y sus combates fueron peleas de 158 libras y libras 141, respectivamente.

## Premios extra
Cada peleador recibió un bono de $70,000.
- Pelea de la Noche: Maurício Rua vs. Dan Henderson y Wanderlei Silva vs. Cung Le
- KO de la Noche: Michael McDonald
- Sumisión de la Noche: Urijah Faber